# NGC 296
NGC 296 é uma galáxia espiral barrada (SBb) localizada na direcção da constelação de Pisces. Possui uma declinação de +31° 32' 32" e uma ascensão recta de 0 horas, 55 minutos e 07,4 segundos.
A galáxia NGC 296 foi descoberta em 12 de Setembro de 1784 por William Herschel.